# 愛很大
《愛很大》是台灣首位蒙面歌手
Waterman的專輯主打歌。這首歌的主唱除了Waterman之外，還有Waterman跑遍全台灣，累計錄下共一萬人一同合唱此曲的聲音。愛很大一曲為味丹公司與相信音樂合作行銷多喝水的計劃下誕生的曲目。愛很大在當時除了獲得許多公司團體及各級學校的支持，也被許多台灣許多學校選為年度畢業歌曲，令製作團隊大感驚喜。Waterman表示，「愛很大」的專輯收入將在扣除製作成本後全數捐給世界展望會的「兒童健康立即行動」，期望能藉由這樣拋磚引玉，影響更多人投身公益。
報導指出，儘管Waterman已功成身退，但當「愛很大，有你有我有他，愛很大，我們一起大聲唱」的旋律響起，相信很多人仍能自然地接下去唱。
歌曲開頭，Waterman即以「人人都是Waterman，我們大家一起為社會做一件好事」一語破題。邀請街上的人群一起來做善事，也寄望消費者能在行善後自立自發去認識背後支持此活動的品牌。
這首歌除了透過在街上邀請人們貢獻合聲之外，也在網路上建立線上錄音室，讓網友也可透過網路互動，轻而易举貢獻一己之力，增添參與感。

## 獎項
| 年份   | 獲提名 | 獎項                     | 結果 |
| ------ | ------ | ------------------------ | ---- |
| 2010年 |        | 第十一屆金手指網路獎     | 獲獎 |
|        |        | 年度最佳整合行銷獎       | 獲獎 |
| 2010年 |        | 時報華文廣告金像獎       | 獲獎 |
| 2011年 |        | Yahoo!廣告獎金獎         | 獲獎 |
| 2018年 |        | 中華民國國慶煙火選用歌曲 | 獲獎 |

## 心路歷程
Waterman在簽唱會上跟在場的人分享到，有剛生完小孩的媽媽抱著出生不到一年的嬰兒一同收音，也有老婆婆即使耳背，也樂意共襄盛舉，「一路上認識這麼多好朋友，看見這麼多人願意付出愛，再辛苦都值得了。」Waterman也說，事後回想起這過程的點點滴滴仍令他動容，熱淚盈眶。

## 背景
味丹行銷經理洪君儒表示，多喝水的主要銷售目標對象是15~24歲的年輕人，透過消費者質化調查，決定以「感性與自我實現」這個理念切入市場，連結「每個人內心都有想做好事的慾望」，散播「你也可以讓世界變得更好！」的價值。另外，洪君儒發現台灣的年輕人，內心常有一股「改變」渴望，希冀讓平常的事物，變得有趣、獨特、有意義、有深度。因此，多喝水決定在兼容年輕人「無俚頭」的思維模式，賦予商品的有趣、獨特性質外，創造Waterman這個虛擬人物，讓多喝水的品牌形象更有深度及公益內涵。
報導指出，愛很大一曲是多喝水行銷團隊將年輕人內心常被環境壓抑的好孩子形象具體化，鼓勵青年朋友把小我與大我結合，讓老是被說草莓族的年輕人，用行動證明自己的價值。

## 曲目
| 曲序 | 曲目   |        | 作曲 | 演唱     |
| ---- | ------ | ------ | ---- | -------- |
| 1.   | 愛很大 | 龔大中 | 廷廷 | Waterman |

## 外部連結
- YouTube上的Waterman首波主打 愛很大  MV官方完整高清版.相信音樂BinMusic.2010年5月13日